# Hackney (Pferd)
Der Hackney (normannisch haquenée für Zelter oder Passgänger) ist ein in erster Linie als repräsentatives Kutschpferd und nicht als Arbeitspferd gezüchteter Traber.
Hintergrundinformationen zur Pferdebewertung und -zucht finden sich unter: Exterieur, Interieur und Pferdezucht.

## Exterieur
Der Hackney ist eine elegante und leichte Karossierpferdrasse mit extremer Knieaktion. Der Name wurde seit dem Mittelalter für leichte Gebrauchs- bzw. Mehrzweckpferde genutzt, später bezeichnete er Miet- oder Droschkenpferde. Heute werden Hackneys besonders als Showpferde für Wagenfahrten eingesetzt.

## Interieur
Das Hackney-Pferd ist temperamentvoll, lebhaft und arbeitswillig. Es hat einen energischen Schritt; eine rhythmische Taktbewegung mit viel und hoher Knieaktion. In der Trabbewegung werden die jeweiligen Beine kurz in der Luft gehalten, wodurch der Eindruck des Schwebens entsteht. Durch die starke Betonung des auffallenden Trabes in der Züchtung ist dieser Rasse allerdings der normale Schritt fast abhandengekommen. Deshalb werden Hackney-Pferde bei internationalen Fahrturnieren kaum noch eingesetzt.

## Zuchtgeschichte
Die Zucht des Hackney-Pferds begann im 14. Jahrhundert in Norfolk, als der König von England kräftige, aber attraktive Pferde mit ausgezeichnetem Trab für den Einsatz als Allzweck-Reitpferde benötigte. Da es damals nur rudimentäre Straßen gab, galten Hackneys als primäres Reitpferd und damit als übliches Fortbewegungsmittel. Die Traber eigneten sich mit ihren temporeichen Gangarten eher als Kriegspferde statt als Freizeitpferde. Aus diesem Grund verlangte König Heinrich VIII. im Jahr 1542 von seinen Untertanen, eine bestimmte Anzahl Traberhengste für Zuchtzwecke zu halten.
Um 1729 wurde ein Norfolk-Trotter- und ein Araberhengst zum modernen Hackney-Pferd eingekreuzt. Der daraus resultierende Norfolk Roadster, wie er genannt wurde, war ein kräftig gebautes Pferd, das beispielsweise von Landwirten als Arbeitspferd eingesetzt wurde. Es galt auch als schnelles Pferd mit guter Ausdauer.
Ein weiteres berühmtes Pferd war der Hengst Original Shales, der 1755 in East Anglia geworfen wurde. Er stammte vom Hengst Blaze ab, einem Nachkommen des berühmten ungeschlagenen Rennpferdes Flying Childers, der wiederum ein Nachkomme des Darley Arabian war, einem der drei Gründungshengste des englischen Vollbluts. Original Shales zeugte zwei Hengste, Scot Shales und Driver, die beide großen Einfluss auf die Zuchteigenschaften des Norfolk Trotter hatten.
Messenger aus der Linie von Sampson (1780) war ein Gründungshengst des heutigen American Standardbred. Hambletonian 10 hatte in der dritten und vierten Generation seines Stammbaums mindestens drei Messenger-Kreuzungen (3x4x4). In den 1820er-Jahren wurde dokumentiert, dass Norfolk Cob 2 Meilen in 5 Minuten und 4 Sekunden zurückgelegt hatte und neben Nonpareil, der 100 Meilen in 9 Stunden 56 Minuten und 57 Sekunden zurücklegte, als eines der berühmtesten Pferde dieser Rasse galt.
Im Jahr 1820 wurde Bellfounder, ein Norfolk-Trotter-Hengst, der 17 Meilen in der Stunde mit 14 Stone traben konnte, nach Amerika exportiert, wo er der Vater des Mutterpferdes von Hambletonian 10 war. In dieser Zeitperiode traten Match-Trotter mit Sattel und ohne Geschirr an. Später, als die Straßen verbessert wurden, wurde der Hackney auch im Geschirr verwendet, als Reit- und Fahrpferd war er damals von hohem Wert.
Robert und Philip Ramsdale brachten die Norfolk-Pferde Wroot’s Pretender und Phenomenon nach Yorkshire, wo sie sie mit Yorkshire-Traberstuten kreuzten. Im Juli 1800 sollte die berühmte Hackney-Stute Phenomenon für 400 Pfund 17 Meilen in 56 Minuten traben, was sie in 53 Minuten schaffte. Im Jahr 1832 trabte das Tochterpferd Phenomena 17 Meilen in nur 53 Minuten. Im 19. Jahrhundert wurde die Norfolk-Rasse mit dem Ausbau der Eisenbahn zunehmend unwichtig. Später wurde sie von der 1883 in Norwich gegründeten Hackney Horse Society wiederbelebt, deren Zuchtbuchaufzeichnungen bis 1755 zurückreicht Norfolk- und Yorkshire-Traber wurden, gezielt auf eleganten Stil und Geschwindigkeit gezüchtet und zum modernen Hackney-Pferd gekreuzt. Die brillanten Gangarten des Hackney-Pferdes bewahrten die Rasse vor dem Aussterben und es wurde erstmals in Shows eingesetzt. Sie sind immer noch äußerst erfolgreich im Pferdegeschirr und eignen sich, um Reitpferde hervorzubringen, von denen viele für ihre Fähigkeiten im Spring- und Dressurreiten bekannt sind.
Alexander Johnston Cassatt war für die Einführung des Hackney-Ponys in den Vereinigten Staaten verantwortlich. 1878 erwarb er 239 Stella in Großbritannien und brachte sie nach Philadelphia. Im Jahr 1891 gründeten Cassatt und andere Anhänger des Hackneys die American Hackney Horse Society mit Sitz in Lexington (Kentucky).
Hackneys gibt es sowohl in Pony- als auch in Pferdegrößen. Das Hackney-Pony wurde im späten 19. Jahrhundert gezüchtet, als Hackney-Pferde mit verschiedenen Ponyrassen gekreuzt wurden, um eine ganz bestimmte Art von Showpony zu erhalten.

## Zuchtmerkmale
Die Größe des Hackney-Pferdes reicht von 14,2 Hand (147 Zentimeter) bis 16,2 Hand (168 cm). Sie können jede einfarbige Farbe haben, einschließlich Brauner, Fuchs und Rappe. Hackneys haben oft weiße Abzeichen.
Der Hackney hat einen wohlgeformten Kopf, manchmal mit einer leicht konvexen Nase. Seine Augen und Ohren sind ausdrucksstark und sollten Wachsamkeit zeigen. Der Hals ist kampig und muskulös mit einer sauber geschnittenen Kehle und Kiefer. Die Brust ist breit und gut ausgeprägt, die Schulter kräftig, lang und sanft abfallend. Die Hackneys haben eine durchschnittliche Rückenlänge, eine muskulöse, gerade Kruppe und eine kräftige Hinterhand. Ihre Rippen sind gut gewölbt. Der Schwanz ist hoch angesetzt und wird von Natur aus hoch getragen. Die Beine sind kräftig mit breiten, geraden Gelenken, langen Unterschenkeln, mit kräftigen Sprunggelenken und mittellangen Fesseln sowie runden, ziemlich aufrechten Hufen.
Im Trab zeigen sie aufgrund der sehr guten Beugung ihrer Gelenke Auffälligkeiten und eine übertrieben hohe Knie- und Sprunggelenkaktion. Die Bewegung sollte geradlinig sein und einen deutlichen Moment der Unterbrechung aufweisen. Die Vorderbeine ragen hoch in die Höhe, die Knie sind stark gebeugt und mit raumgreifendem Schritt weit nach vorn gestreckt. Ihre Bewegung der Hinterbeine ist von einer ähnlich übertriebenen Aktion. Das Hackney-Pferd ist nicht nur von Natur aus inhärent solide gebaut und ausdauernd, es hat sich auch als eine Rasse mit einem leichten, rhythmischen Galopp und einem flotten, federnden Schritt erwiesen.
Im April 2022 erklärte der Rare Breeds Survival Trust, dass die Rasse gefährdet sei, da es im Vereinigten Königreich nur noch 31 Weibchen und 12 Männchen gebe.